# Fredsplikt
Fredsplikt är en avtalad, ensidig eller ömsesidig, plikt mellan arbetsgivare och arbetstagare, att inte inleda stridsåtgärder under tid ett avtal löper. Fredsplikt brukar ingå i kollektivavtal.
I Sverige regleras fredsplikt, förutom i kollektivavtalen, även i Medbestämmandelagen.